# Erhan Tabakoğlu

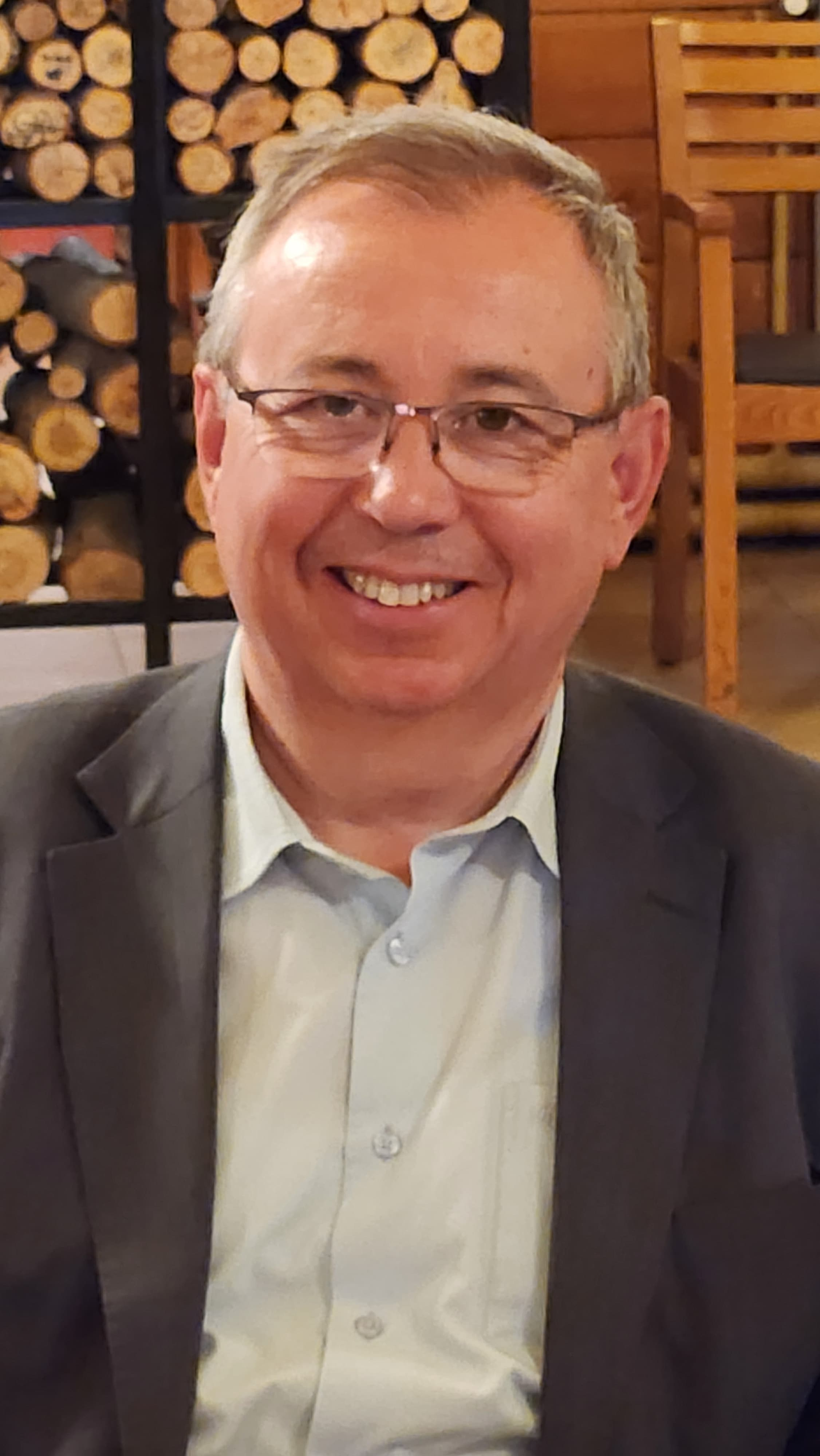
Erhan Tabakoglu (2024)

Erhan Tabakoğlu (* 1967 in Tekirdağ) ist ein türkischer Medizinprofessor an der Trakya Üniversitesi in Edirne. Am 12. Juli 2016 wurde er zum neuen Rektor der Universität gewählt. Er setzte sich damit gegen den Amtsinhaber Yener Yörük durch, der sich ebenfalls der Wahl gestellt hatte. Im Jahr 2016 wurde Tabakoglu zum Generalsekretär des Netzwerks der Balkan-Universitäten und 2020 für eine zweite Amtszeit bis 2024 als Rektor der Universität bestätigt. Als Nachfolger im Amt des Rektors wurde 2024 Mustafa Hatipler berufen.

## Leben und Wirken
Tabakoğlu wurde 1967 in Tekirdağ-Hayrabolu geboren. Er absolvierte die Primär- und Sekundärbildung in Alpullu-Kirklareli  mit Abitur in Edirne. Danach studierte er an der Universität Istanbul Medizin und absolvierte seine zweijährige Wehrpflicht in Adana, Stadtteil Pozani.
1992 begann Tabakoğlu seine Karriere an der Trakya Universitätsklinik für Lungenkrankheiten. Im Jahr 2005 wurde er Associate Professor. 2009 wurde er Gründer und Leiter der internen Intensivstation des Universitätskrankenhauses Trakya, wo er fünf Jahre lang arbeitete. Seit 2012 ist Tabakoğlu Professor für Intensivmedizin an der Trakya-Universität und erhielt den Titel Spezialist für Intensivpflege. Gleichzeitig pflegte er den Kontakt zu den Universitäten in Hacettepe, Marmara, Gazi und Erciyes zur beruflichen Weiterentwicklung.
Zahlreiche wissenschaftliche Artikel in nationalen und internationalen Fachzeitschriften zu Pulmonologie und Intensivmedizin wurden durch ihn veröffentlicht. Darüber hinaus engagierte er sich als Fakultätsmitglied der Abteilung für medizinische Ausbildung, als gewählter außerordentlicher Professor im Verwaltungsrat der Fakultät für Medizin, für das ISO-Qualitätszertifikat des Krankenhauses, der Fakultät für Medizin und für die Farabi-Koordinierung der Fakultät für Medizin sowie die akademische Beratung ausländischer Studierender.
Erhan Tabakoğlu wurde 2016 zum Rektor der Universität Trakya gewählt. Mit Amtsantritt wurde er gleichzeitig Ständiges Vorstandsmitglied und Generalsekretär des Netzwerks der Balkan-Universitäten. Erhan Tabakoğlu wurde auch Vorstandsmitglied der Trakya-Universitäts-Union deren Vorsitz er 2018 bis 2020 führte. 2020 wurde sein Rektorat für weitere vier Jahre verlängert.
Im Juni 2022 wurde Tabakoğlu zum Vorsitzenden des Hochschulrats gewählt. Er ist stellvertretender Vorsitzender des Universitätskrankenhausverbandes, Vorstandsmitglied des türkischen Hochschulsportverbandes und Mitglied des Beirats der Versammlung der türkischen Exporteure.
In den vergangenen Jahren ist die Zahl der Unternehmen im Trakya-Teknopark von 17 auf 135 gestiegen und die Zahl der Studenten mit Masterabschluss hat 500 erreicht.
Das Gesundheitsmuseum der Universität Trakya, der Sultan II. Bayezid-Komplex, wurde 2021 von der International University Museums Union Plattform als Museum des Jahres ausgezeichnet.
Die internationalen Beziehungen der Trakya-Universität sind ihm wichtig, speziell das Netzwerk der Balkan-Universitäten wird von ihm als Generalsekretär des Netzwerks betrieben. Auch die Beziehung zur Hochschule Lörrach gehört zum langjährigen Erasmus-Austausch mit Westeuropa.
Tabakoğlu ist verheiratet und hat zwei Söhne, er interessiert sich in der Freizeit für professionelle Fotografie, Tauchen, Trekking und Aikido.